# Minett Park Fond-de-Gras
Le Minett Park Fond-de-Gras est un musée à ciel ouvert au Luxembourg incluant le Fond-de-Gras, le village Lasauvage, l'ancienne mine à ciel ouvert Giele Botter, le site archéologique du Titelberg et les trains touristiques Train 1900 (Ligne Pétange - Fond-de-Gras - Doihl) et le train minier Minièresbunn. Il propose de nombreuses activités complémentaires dont le fil rouge est le minerai de fer.

## Histoire
Présent dans le sous-sol des régions du sud du Luxembourg, le minerai de fer fait partie du plus grand gisement européen dont la superficie atteignait près de 110.000 hectares. Cependant, uniquement 3.700 hectares se trouvaient sur le territoire luxembourgeois. La plus grande partie du gisement était située en France (Lorraine).
Le Fond-de-Gras a été un des plus importants centres d’exploitation minière au Luxembourg. Toutefois l'extraction du minerai souterrain se termine en 1955. En 1964, un éboulement sur la ligne de chemin de fer Fond-de-Gras - Pétange met définitivement fin à toute activité ferroviaire. Rapidement, des bénévoles s’engagent pour faire circuler un train touristique avec des locomotives historiques à vapeur. Le premier « Train 1900 » siffle en 1973. Quelques années plus tard, une ancienne mine est à nouveau ouverte et se visite grâce train minier « Minièresbunn » qui propose aujourd’hui une expérience impressionnante lors de la visite au fond de la mine.

## Le musée

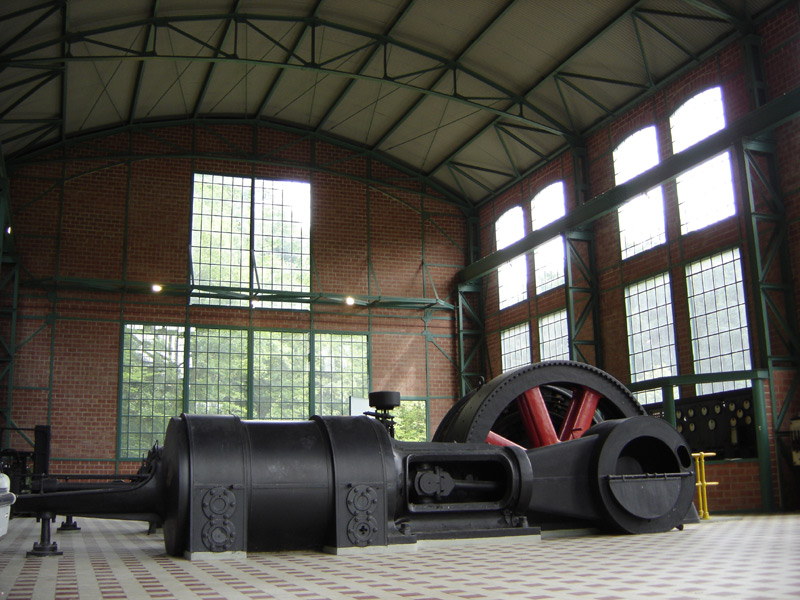
Le Hall Paul Wurth

Le Minett Park Fond-de-Gras est un musée en plein air comprenant le Fond-de-Gras, le village de Lasauvage, l'ancienne mine à ciel ouvert « Giele Botter » et l'oppidum celtique du Titelberg. Grâce à sa large variété thématique, le Minett Park propose de nombreuses activités complémentaires dont le fil rouge est le minerai de fer.

### Fond-de-Gras
Au Fond-de-Gras sont conservés plusieurs bâtiments historiques : bistro des mineurs, centrale électrique, épicerie d'antan, train de laminoirs, gare et remises ferroviaires qui témoignent de l'activité minière qui s’y est déroulée durant près d’un siècle.
Le Train 1900 roule entre Pétange et le Fond-de-Gras, sur l'ancienne ligne Pétange - Fond-de-Gras - Doihl, ouverte en 1874 pour le transport du minerai de fer exploité dans les mines avoisinantes. Expérience unique au Luxembourg et dans la Grande Région, le trajet en Train 1900 est un véritable voyage dans le temps. 
À l'époque de l'exploitation minière, les trains miniers sont indispensables pour sortir, de la mine, les wagonnets chargés de minerai de fer. Aujourd'hui, la « Minièresbunn » circule entre le Fond-de-Gras et Lasauvage et propose une expérience remarquable lors de la visite au fond de la mine.

#### Le Train 1900

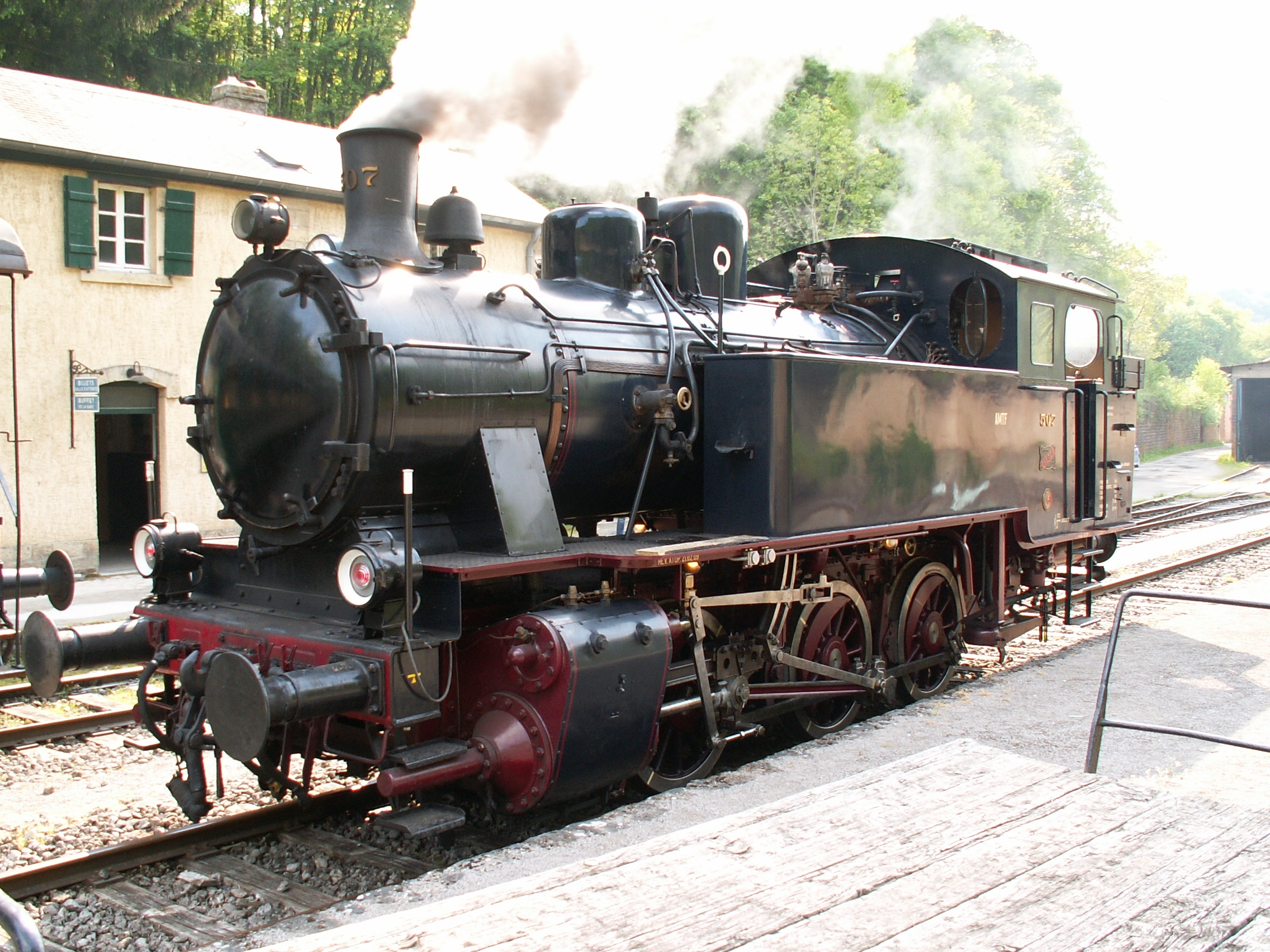
La locomotive Energie 507 du Train 1900.

La collection de l’association AMTF-Train 1900 est riche de plusieurs locomotives à vapeur, à Diesel et d’autorail. Assis dans d'anciennes voitures voyageurs, les passagers font un véritable voyage dans le temps sur l'ancienne ligne Pétange - Fond-de-Gras - Doihl, ligne industrielle à voie normale, ouverte à partir de 1874 par la Société anonyme luxembourgeoise des chemins de fer et minières Prince-Henri pour relier les mines aux usines sidérurgiques.
Le départ de Pétange se fait depuis le quai du Train 1900, derrière la gare de Pétange (rue de Niederkorn). Le voyage entre Pétange et le Fond-de-Gras dure environ 25 minutes.
Des cyclo-draisines circule également sur la partie Fond-de-Gras - Bois-de-Rodange,.

#### Le train minier «Minièresbunn»

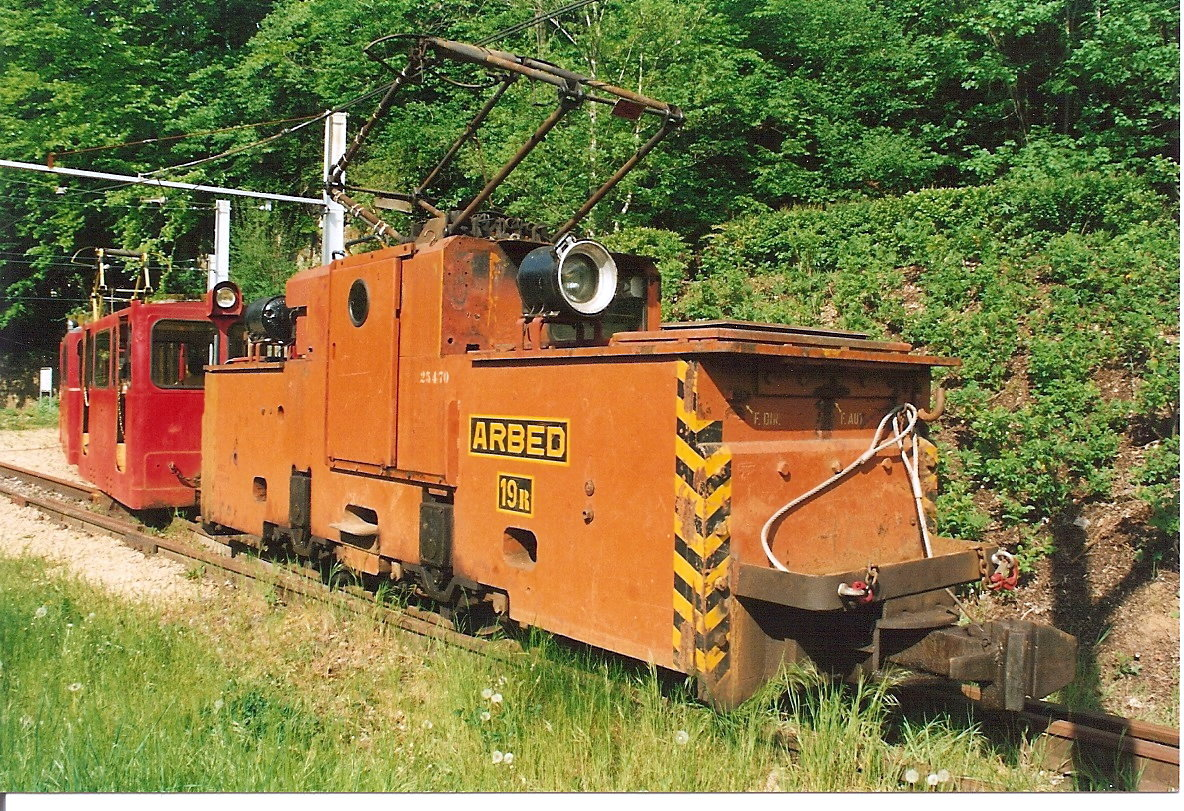
Le train minier « Minièresbunn ».

L'association « Minièresbunn » possède également une impressionnante collection de locomotives (vapeur, diesel, électrique) utilisées à l'époque de l'exploitation minière pour sortir les wagonnets chargés de minerai de fer de la mine (voie étroite 700 mm).
Le train minier « Minièresbunn » relie le Fond-de-Gras et le village de Lasauvage. Le départ au Fond-de-Gras se fait depuis le quai situé à côté du café-restaurant « Bei der Giedel ».
Après un trajet sur le site du Fond-de-Gras et dans un espace boisé, le train pénètre à l'intérieur d'une ancienne mine. Le trajet aller/retour dure près de 1h30 minutes et comprend également un arrêt au cours duquel est organisée une petite visite dans l'atelier de la mine.
Une fois arrivé à Lasauvage, le visiteur a le loisir de se promener dans l'ancien village ouvrier.

### Lasauvage
C'est à Lasauvage que se trouvait l'une des plus anciennes installations sidérurgiques du Luxembourg. Il s'agissait d'une forge construite vers 1625.
Le village connaît un important développement grâce au Comte de Saintignon. Cet industriel français qui possède alors des mines à Lasauvage et construit de nombreux bâtiments dans le village : maisons ouvrières, église, salle des fêtes… Beaucoup de ces infrastructures sont toujours visibles aujourd'hui et confèrent au village un attrait touristique important. 
Lors d'une visite à Lasauvage, le visiteur découvre successivement des sites et des édifices qui témoignent de l'histoire de ce village : le carreau de mine, les logements ouvriers, le château de Lasauvage, l'église Sainte-Barbe, la maison dite « de la Grande-Duchesse », le cimetière, l'économat…
Trois musées ou lieux d'exposition se trouvent à Lasauvage :
- les anciens vestiaires de mineurs, la Salle des Pendus ;
- le Musée Eugène Pesch présente une belle collection de fossiles, de minéraux et d’outils de mineurs ;
- l'Espace Muséologique de Lasauvage est consacré à l'histoire du village et à un groupe de jeunes luxembourgeois qui, pour éviter de devoir porter l'uniforme de la Wehrmacht durant la Deuxième Guerre mondiale, se sont cachés dans une mine.

### Patrimoine naturel et archéologique
Le Minett Park Fond-de-Gras s’étend entre vallées, plateaux et vastes forêts, c’est donc aussi une destination de promenades incontournable, tranchant avec l'idée reçue que le sud du Luxembourg aurait pu être abimé par son passé industriel.
Ancienne vaste mine à ciel ouvert, le « Giele Botter » est maintenant une réserve naturelle d'une centaine d'hectares où faune et flore reprennent leurs droits.
À l'époque des Celtes, le Titelberg jouait un rôle primordial grâce à un oppidum important, érigé au Ier siècle av. J.-C. Les fouilles réalisées au Titelberg témoignent qu’il était la place centrale de la cité des Trévires.